# Musli
Musli középkori falu volt a mai Győr-Moson-Sopron vármegye területén, a Rába mentén, Rábaszentmihály és Rábapatona környékén.
Győr török általi elfoglalásáig (1594) önálló település volt. A 16-17. században a Seregély család birtokolta. A török hódítás során teljesen elpusztult.
A 19. században a szarvaskendi Sibrik család volt a puszta birtokosa.[forrás?]